# Daniellia soyauxii
Daniellia soyauxii är en ärtväxtart som först beskrevs av Hermann August Theodor Harms, och fick sitt nu gällande namn av Robert Allen Rolfe. Daniellia soyauxii ingår i släktet Daniellia, och familjen ärtväxter. Inga underarter finns listade i Catalogue of Life.